# シャルフシュツェ (駆逐艦)
シャルフシュツェ (SMS Scharfschütze) はオーストリア＝ハンガリー帝国海軍の駆逐艦。フサール級。艦名は狙撃兵のことである。

## 艦歴
1906年4月12日起工。同年12月5日進水。1907年9月15日竣工。
1908年、西地中海への巡航に参加し、マルタ、バルセロナ、ジブラルタル、マラガ、アルジェ、ビゼルト、チュニス、コルフを訪問した。
1912年5月17日、巡洋艦「アドミラル・シュパウン」と衝突。

### 第一次世界大戦
1914年8月16日、モンテネグロ沿岸の封鎖任務に就いていた巡洋艦「ツェンタ」がアドリア海に進入してきたフランスの主力艦隊によって撃沈された。この時、戦艦「モナルヒ」、水雷巡洋艦「パンター」と駆逐艦「シャルフシュツェ」、「シュトライター」もモンテネグロ陣地を砲撃するため出撃していたが、無事に帰投できた。
8月28日と9月3日、「シャルフシュツェ」はモンテネグロの沿岸陣地を砲撃した。9月17日にはバール近くの無線局を砲撃する戦艦「モナルヒ」を駆逐艦「ウラーン」とともに掩護した。
10月17日、「シャルフシュツェ」はアンティバリの港を砲撃した。または、10月18日夜に「シャルフシュツェ」と「シュトライター」、「ウラーン」、「ウスコケ」はアンティバリ港内に入り砲撃を行った。
1915年5月23日、イタリアはオーストリア＝ハンガリー帝国に宣戦布告。同日、オーストリア＝ハンガリー帝国海軍の戦艦などは出撃し、アンコーナなどの攻撃へと向かった。「シャルフシュツェ」は巡洋艦「ノファラ」、水雷艇「78」、「79」、「80」、「91」とともにグループEを構成し、Porto Corsiniを攻撃した。「シャルフシュツェ」の任務は港内の水雷艇、潜水艦や水上機基地の攻撃であり、艦長のBogumil Nowotnyは脱出しやすいよう後進で港内に侵入。予定の目標は発見出来なかったが、「シャルフシュツェ」は帆船2隻を破壊するなどし、目立った損害もなく港外へ脱出した。
6月18から19日に「シャルフシュツェ」は巡洋艦「アドミラル・シュパウン」「ノファラ」などとともにリミニ攻撃に参加した、とも。
7月1日と23日、トリエステ沖に機雷を敷設。
7月27日、巡洋艦「アドミラル・シュパウン」、「ノファラ」が駆逐艦「シャルフシュツェ」、「ウスコケ」、水雷艇「75T」、「76T」、「79T」とともにアンコーナ・ペーザロ間の鉄道を攻撃した。
巡洋艦「シゲトヴァール」などとともに12月9日にはアンコーナ攻撃を、12月14日にはリミニ攻撃を行う水上機を支援。また、12月10日には損傷した水上機「L69」をプーラまで曳航した。
1916年1月17日、アンコーナ空襲参加機のうちの1機L59が不時着水し、「シャルフシュツェ」、「チコーシュ」、水雷艇3隻がその回収に向かったが、L59は先にイギリス潜水艦「B11」に発見され乗員は捕虜となった。
5月3日、水上機によるラヴェンナ空襲支援のため出撃中の駆逐艦「シャルフシュツェ」、「チコーシュ」、「パンドゥール」、「ヴェレビト」、水雷艇「76T」、「92F」、「93F」、「98M」、「99M」、「100M」はイタリア駆逐艦「Rossarol」、「Pepe」、「Missori」、「Nullo」と交戦し、「チコーシュ」が軽微な損害を受けた。
5月24日、「シャルフシュツェ」など駆逐艦4隻、水雷艇6隻が水上機支援のため出撃中、そのうちの一隻である水雷艇「75T」がイタリアの水雷艇と交戦した。
8月23日、「シャルフシュツェ」はVeruda coveで座礁。プーラへ曳航されて10月22日まで修理が行われた。
12月22日、「シャルフシュツェ」と駆逐艦「レカ」、「ディナラ」、「ヴェレビト」はオトラント堰攻撃に向かった。しかし、ドリフター1隻を損傷させたところでフランス駆逐艦が現れた。フランス駆逐艦はターラントへ向かっていた「Casque」、「Protet」、「Commandant Rivière」、「Commandant Bory」、「Dehorter」、「Boutefeu」で、「Casque」はオーストリア＝ハンガリー帝国の駆逐艦を追跡したが、他は「Commandant Rivière」以外は追従できなかった。続いて起こった戦闘でオーストリア＝ハンガリー帝国側は「Velebit」以外が損傷し、フランス側も「Casque」と「Commandant Rivière」が損傷。「シャルフシュツェ」は3度被弾した。
1917年12月19日、Cortellazzo砲撃を行う戦艦「Árpád」、「ブダペスト」を巡洋艦「アドミラル・シュパウン」などとともに護衛。
1918年2月1日に「シャルフシュツェ」はコトル湾からドゥラッツォへ向かい、翌日汽船「Gorizia」または「Gooritia」とともにコトル湾へ戻ったところ同地では反乱が発生していた。装甲艦「クローンプリンツ・エルツヘルツォーク・ルドルフ」が近くを通過した際に砲を向けられ、「シャルフシュツェ」は反乱艦が掲げていた赤旗を一時的に掲揚するとともに魚雷発射管を装甲艦へと向けた。沿岸砲は反乱に与していないことがわかると、「シャルフシュツェ」艦長は安全策として乗員を陸へ送った。
2月8日、汽船「Meran」、「Szent László」、「Budapest」を護衛中であった「シャルフシュツェ」はMolunat付近で敵艦を発見して回頭した際に「Budapest」に衝突され、艦尾をひどく損傷した。「シャルフシュツェ」はティヴァトでの応急修理後プーラへ曳航され、8月5日まで修理が行われた。
8月12日、空戦で撃墜された水上機「K217」を救助。
10月2日、戦艦を含む連合国艦隊がドゥラッツォを攻撃。この時「シャルフシュツェ」はドゥラッツォに在泊していたが軽微な被害で済んた。「シャルフシュツェ」では2名が死亡し5名が負傷している。
戦後は1920年にイタリアに引き渡され、その後解体された。

## 要目（1913年以降）
- 長さ：68.38m
- 幅：6.25m
- 満載排水量：414トン
- 速力：28.4ノット
- 兵装：45口径7cm砲1、30口径7cm砲5、45cm魚雷発射管2

出典